# Cratere Zlata
Zlata  è un cratere sulla superficie di Venere.